# Tunnel ferroviario dei Tauri
Il tunnel ferroviario dei Tauri (in tedesco Tauerntunnel) è una galleria ferroviaria, della ferrovia dei Tauri, di valico della catena montuosa degli Alti Tauri tra Böckstein nella valle di Gastein nel salisburghese e Mallnitz in Carinzia.
Il tunnel è lungo 8.371 metri e fu costruito sin dall'inizio a doppio binario. Il culmine è a 1226 m. La costruzione del tunnel fu molto impegnativa tecnicamente. La costruzione iniziò nel 1901 e venne completata nel 1909. La sua lunghezza rese necessaria la costruzione di sistemi di ventilazione per l'espulsione dei fumi delle locomotive a vapore; l'elettrificazione, avvenuta nel 1925, pose definitivo rimedio al serio problema.
Nel 1920 venne iniziato il trasporto di auto attraverso il tunnel.
Nel 2004 è stata completata la messa in opera di sistemi per la maggiore sicurezza in galleria. Sono stati eseguiti anche lavori di ristrutturazione in seguito ai quali la lunghezza del tunnel è passata a 8.371 m (in precedenza 8.550 m). Il portale nord, in curva, non adatto al nuovo tipo di carri merci, è stato abbandonato, inoltre un tratto di tunnel è stato scoperchiato, mettendo in opera un nuovo portale arretrato, di tipo moderno. Il vecchio portale è stato lasciato come monumento storico.